# 托克劳议会
议会（托克劳语：Fono Fakamua）是新西兰属地托克劳的立法机关。托克劳议会实行一院制，由20名议员组成，他们代表托克劳的3个环礁。议员由普选产生，现任议员皆为独立人士。每届议会任期3年。